# 長鬚石爬鮡
長鬚石爬鮡，為輻鰭魚綱鯰形目鮡科的其中一種，為亞熱帶淡水魚類，分布於亞洲中國雲南省金沙江及雅礱江流域，體長可達20公分，棲息在底層水域，生活習性不明。

## 扩展阅读
維基物種上的相關：長鬚石爬鮡